# Хаці
Хаці (вірм. Հացի, азерб. Hatsi) — село у Мартунинському районі Нагірно-Карабаської Республіки. Село розташоване за 19 км на північний захід від міста Мартуні, за 2 км на захід від села Нор шен, за 2 км на схід від села Авдур та за 3 км на північний схід від села Кагарці.

## Пам'ятки
В селі розташована церква Сурб Аствацацін 19 ст., джерело 19-20 ст., монастир «Брі єхці» 9-13 ст., хачкар 11-13 ст., селище 12-13 ст., вормнапак хачкар (ниша з хачкаром) 13 ст.